# مطار ليون سانت إكسوبيري
مطار ليون سانت اكسوبيري (بالإنجليزية: Lyon–Saint Exupéry Airport)‏، (إياتا: LYS، إيكاو: LFLL)، هو مطار يقع في فرنسا. تأسس في 1975. يبعد ب25 كلم عن مدينة ليون. في عام 2013، صنف المطار في المرتبة الرابعة في فرنسا، بعد مطار باريس شارل دو غول الدولي ومطار باريس أورلي ومطار نايس. يمتد المطار على مساحة 2000 هكتار، منها 900 من الأراضي الاحتياطية. في عام 2009، استثمر مطار ليون 13,5 مليون أورو لتوسعة المحطة الجوية رقم 1.

## شركات الطيران
الخطوط الجوية السعودية: مطار أبها - جدة - مطار الطائف
طيران ناس : جدة .

## وصلات خارجية
- الموقع الإلكتروني